# Sân bay Tsushima
Sân bay Tsushima (IATA: TSJ, ICAO: RJDT) là một sân bay ở Tsushima, một thành phố ở tỉnh Nagasaki của Nhật Bản.

## Các hãng hàng không và các tuyến điểm
Hiện có các hãng hàng không sau đang hoạt động tại sân bay này:
- All Nippon Airways (Fukuoka) [3]